# Cheiracanthium uncinatum
Cheiracanthium uncinatum is een spinnensoort uit de familie Cheiracanthiidae.
De wetenschappelijke naam van de soort werd in 1985 gepubliceerd door Kap Yong Paik.